# Leopoldo Nachbin
Leopoldo Nachbin (* 7. Januar 1922 in Recife; † 3. April 1993 in Rio de Janeiro) war ein brasilianischer Mathematiker, der sich mit Funktionalanalysis und Topologie befasste. Er war einer der Gründungsmitglieder des Instituto de Matemática Pura e Aplicada.

## Leben
Sein Vater Jacob Nachbin war ein jüdischer Einwanderer aus Polen, der in Rio eine jiddische Zeitung herausgab und als Journalist im spanischen Bürgerkrieg 1936 verschwand. Seine Mutter Léa Drechter stammte aus Österreich. Nachbin ging in Recife zur Schule und war ursprünglich Ingenieur (Abschluss 1943 als Bauingenieur an der Ingenieursschule von Rio). Er studierte an der Universität von Rio Mathematik bei den italienischen Mathematikern Gabriele Mammana (ein Schüler von Mauro Picone) und Luigi Sobrero (ein Schüler von Tullio Levi-Civita) und wurde 1948 seine Freidozent (entsprechend der Promotion) mit der Dissertation Combination of metrizable and non-metrizable topologies. Er war 1948 einer der ersten brasilianischen Mathematiker, die an eine US-amerikanische Universität gingen, an die University of Chicago. Dabei knüpfte er auch Kontakte zu André Weil, Marshall Stone und Jean Dieudonné, die damals in Chicago waren und Brasilien besuchten, wie auch Laurent Schwartz. Er galt in den 1950er Jahren und Anfang der 1960er Jahre als bedeutendster Mathematiker Brasiliens. Er war Professor an der Universität von Rio und ab 1964 an der University of Rochester, wobei er allerdings seine Professur in Rio behielt. Er war ein Kosmopolit mit zahlreichen internationalen Kontakten und nahm viele Gastprofessuren in Europa und Amerika war, zum Beispiel in Paris (wie dem Institut Henri Poincaré), am Institute for Advanced Study (1958), an der Brandeis University und der Universität Chicago.
Nach ihm und Edwin Hewitt sind Nachbin-Hewitt Räume benannt.
Er befasste sich mit topologischen Ordnungen, topologischen Vektorräumen, harmonischer Analysis, allgemeiner Topologie, Approximationstheorie und Holomorphie in unendlich dimensionalen Räumen. Er veröffentlichte in Portugiesisch, Französisch und später vor allem in Englisch.
1967 gründete er mit Heitor Gurgulino de Souza die Escola Latino-Americana de Matematica. Er war ab 1948 Herausgeber der Notas de Matemática (bis 1976 am IMPA und danach bei North Holland in Amsterdam).
1962 war er Invited Speaker auf dem Internationalen Mathematikerkongress in Stockholm (Resultats recents et problemes de nature algebrique en theorie de l´approximation).
1962 erhielt er den Moinho Santista Preis (als erster Mathematiker in Brasilien). 1982 erhielt er den Bernardo Houssay Preis der Organisation Amerikanischer Staaten.
Er war seit 1956 mit Maria da Graça Mousinho verheiratet, mit der er zwei Söhne und eine Tochter hatte. Ein Sohn ist der brasilianische Journalistikprofessor und Fernsehmoderator Luis Nachbin (* 1964). Ein weiterer Sohn André Nachbin ist ebenfalls Mathematiker.
Er war Mitglied der Brasilianischen Akademie der Wissenschaften (1950) und der Lateinamerikanischen Akademie der Wissenschaften bei deren Gründung 1963.

## Schriften
- A theorem of the Hahn-Banach type for linear transformations. In: Transactions of the American Mathematical Society. Band 68, Nr. 1, 1950, S. 28–46, JSTOR:1990536.
- Haar Integral, Van Nostrand, 1965.
- Topology and Order. Van Nostrand, Princeton / New York 1965 (Nachdruck: Krieger, 1976).
- Elements of approximation theory, Van Nostrand, 1967 (Nachdruck: Krieger, 1976).
- Topology of spaces of holomorphic mappings, Springer Verlag, 1969.
- Holomorphic functions, domains of holomorphy and local properties, North Holland, 1970.
- Introduction to functional analysis, Banach spaces, and differential calculus, Dekker, 1981.